# Aniello Falcone
Aniello Falcone (Napoli, 1607 – Napoli, 1656) è stato un pittore e artista italiano, contemporaneo di Diego Velázquez al quale spesso viene paragonato per la potenza espressiva delle sue opere.

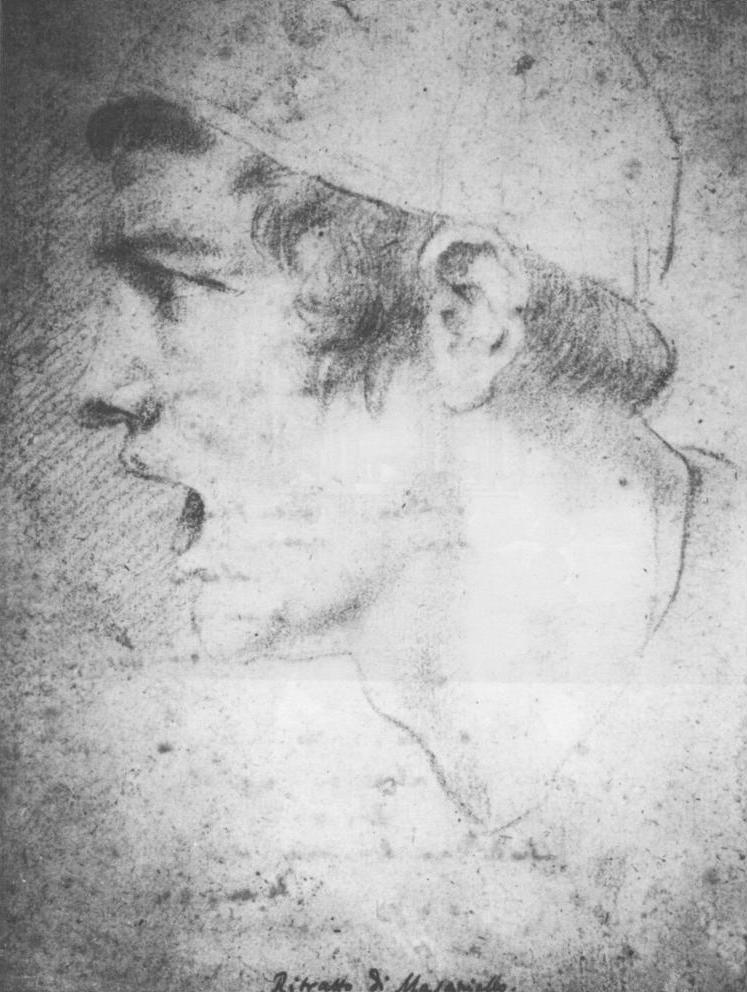
Masaniello ritratto da Aniello Falcone, 1647.

Considerato uno dei più grandi pittori napoletani della prima metà del Seicento, é punto di riferimento assoluto nel genere delle battaglie.

## Biografia

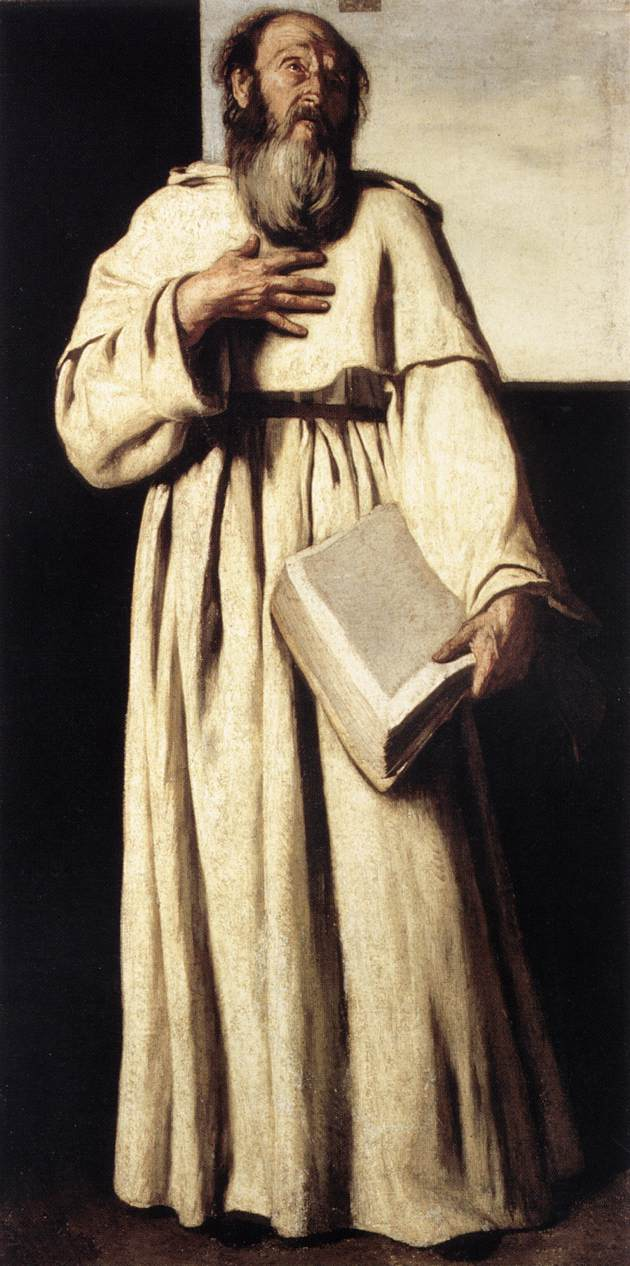
L'anacoreta di Aniello Falcone, 1650 circa.Galleria Nazionale d'Arte Antica, Roma

Falcone era figlio del pittore e doratore Vincenzo Falcone († 1648) e di sua moglie Giovanna de Luca. Era imparentato con i pittori Nicola e Pietro Falcone, prozio dello scultore Andrea Falcone e genero di Filippo Vitale.
Aniello riuscì a guadagnare una reputazione internazionale, riuscendo anche ad attirare, attraverso i suoi dipinti, l'attenzione del commerciante e collezionista fiammingo Gaspar Roomer, che vendette le sue opere in tutta Europa, e divenendo uno degli artisti incaricati dal re Filippo IV di Spagna nella realizzazione di una serie di scene dell'antica storia romana per il Palazzo del Buon Ritiro di Madrid.
Nella sua bottega napoletana accoglieva giovani interessati all'arte e insegnava loro i segreti e le tecniche della pittura, trattandoli sempre con gentilezza quasi paterna. Nella sua bottega si formarono artisti come Micco Spadaro, Salvator Rosa, Luca Forte, Carlo Coppola ed altri, in una Napoli posta sotto la dominazione spagnola.

Molti dei suoi allievi aderirono alla "Compagnia della Morte", creata dallo stesso Falcone per vendicare un amico, morto per mano di uno spagnolo, con l'improbabile scopo di uccidere tutti gli spagnoli di Napoli.

Di questa Compagnia fece parte anche Masaniello, con gli esiti passati poi alla storia.

Quando il Regno di Napoli, dopo quasi un anno di rivoluzione, ritornò sotto il dominio degli spagnoli e la Compagnia della Morte si disciolse, Aniello Falcone sparì dalla circolazione e la sua bottega fu sostituita da quella di Luca Giordano.
Infatti Falcone, insieme a Salvator Rosa, se ne andò a Roma, dove il Borgognone notò le sue opere e divenne suo amico, e un francese lo indusse ad andare in Francia, dove Luigi XIV divenne uno dei suoi mecenati.  Alla fine Jean-Baptiste Colbert accettò la richiesta del pittore di ritornare a Napoli, dove morì durante la peste del 1656.

## Arte a Napoli nel Seicento
L’ambiente napoletano dell’epoca era influenzato dal caravaggismo dopo la fuga di Caravaggio da Roma in seguito all’uccisione di Ranuccio Tomassoni,  una fuga verso sud «gravida di conseguenze anche per le sorti della pittura italiana». Jusepe de Ribera detto lo Spagnoletto per lungo tempo «mantenne e diffuse tra gli artisti napoletani i dogmi caravaggeschi  (…) protetto e aiutato dallo zelo del Viceré spagnolo»  in posizione assolutamente predominante e condividendo tale egemonia soltanto con Giovanni Lanfranco, artista parmigiano formatosi con Agostino Carracci volto verso «la pittura del Correggio e verso il colorismo veneziano». Aniello Falcone, in questo contesto, «pur essendosi svincolato dalla soggezione del Ribera, aveva saputo crearsi una situazione onorata».
Lo stile pittorico di Falcone influenzò molti artisti tra cui Andrea De Lione, Marzio Masturzo, Paolo Porpora e Jacques Courtois.

## Opere

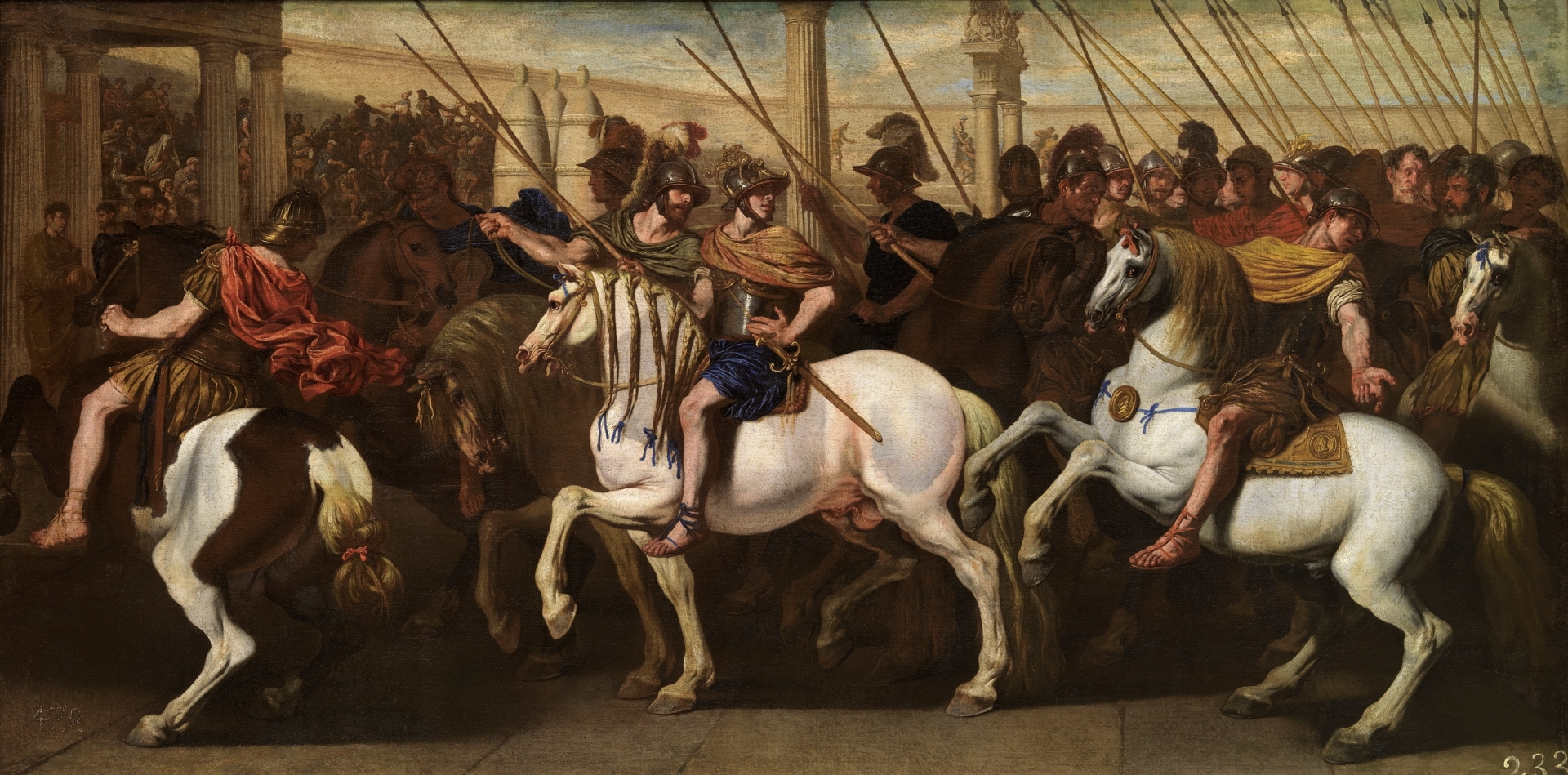
Gladiatori e Soldati romani nel circo, 1640, Museo del Prado

Falcone mostra una rara capacità di dipingere battaglie dinamiche e coinvolgenti, infatti è da annoverarsi tra i più importanti pittori del genere di sempre. Definito "L'Oracolo delle battaglie" da Luca Giordano e molti suoi contemporanei, come indicato dallo storico Bernardo De Dominici, la sua notorietà portò ad una grande domanda da parte di una committenza aristocratica, ma anche una benevolenza da parte della Chiesa, con alcuni ordini, come i Domenicani, che richiedevano raffigurazioni di episodi di vittorie della Cristianità contro gli infedeli.
I più importanti collezionisti del tempo richiedevano le sue opere, come i Caracciolo principi d'Avellino, Ferrante Spinelli principe di Tarsia, Cesare Firrao principe di Sant'Agata e Gaspare Roomer, promotore della celebre collezione Roomer.
Quest' ultimo, tra i più importanti mecenati e collezionisti d'arte, nel 1647 commissionò al pittore gli affreschi nella sua villa di Napoli, per la quale eseguì un'ampia scena di Battaglia e Storie sulla vita di Mosè (questi lavori di fatto costituiscono l'unico ciclo di affreschi completo superstite dell'artista).
Tra i suoi committenti anche Filippo IV di Spagna, che per il palazzo del Buon Ritiro a Madrid commissionò una serie di composizioni tra le quali i "Gladiatori e Soldati romani nel circo" oggi al Museo del Prado. Un dipinto raffigurante lo scontro tra turchi e la cavalleria cristiana, oggi al Louvre, faceva parte della collezione di Luigi XIV di Francia.
Oltre al Prado e al Louvre le sue opere si possono trovare anche nel Museo Nazionale di Capodimonte, nel Museo diocesano e Museo Nazionale di San Martino di Napoli, nel Museo Nazionale d'Arte Medievale e Moderna della Basilicata di Matera, nel Duomo di Amalfi, nel Galleria Nazionale d'Arte Antica di Roma, nell'Alte Pinakothek di Monaco di Baviera, nel Nationalmuseum di Stoccolma, Museo di Belle Arti di Strasburgo, nel Metropolitan Museum of Art e nel Smithsonian American Art Museum di New York, nel Kunsthalle Bremen di Brema, nel Kupferstichkabinett di Berlino.
Roberto Longhi, analizzando la sua pittura per il naturalismo e per l'intensa espressività e pathos lo pone tra i caravaggeschi, sottolineando comunque uno stile ben definito ed originale con cromatismi e tratti caratteristici. Il critico fu il primo ad avvicinarlo a Diego Velazquez, partendo dallo studio della tela "La rissa all’ambasciata di Spagna" realizzata dal pittore sivigliano nel 1630.
Non mancano tra i suoi lavori, dipinti raffiguranti anche paesaggi, ritratti, nature morte, insieme a quadri di soggetto sacro e affreschi:
- la tela "Ester e Mardocheo", conservata nella sacrestia della Collegiata Santa Maria delle Grazie (Lecce), inizialmente fu attribuita ad un ignoto pittore del Seicento napoletano, ma di recente è stata riattribuita ad Aniello Falcone.
- nel 1641 affresca la cappella Firrao a San Paolo Maggiore
- nel 1647 affreschi di combattimenti e storie di Mosè, villa Bisignano a Barra (Napoli)
- nel 1652 affresca la volta della grande sacrestia della Chiesa del Gesù Nuovo.
- affresco raffigurante San Giorgio che uccide il drago, Chiesa di San Giorgio Maggiore

## Galleria d'immagini

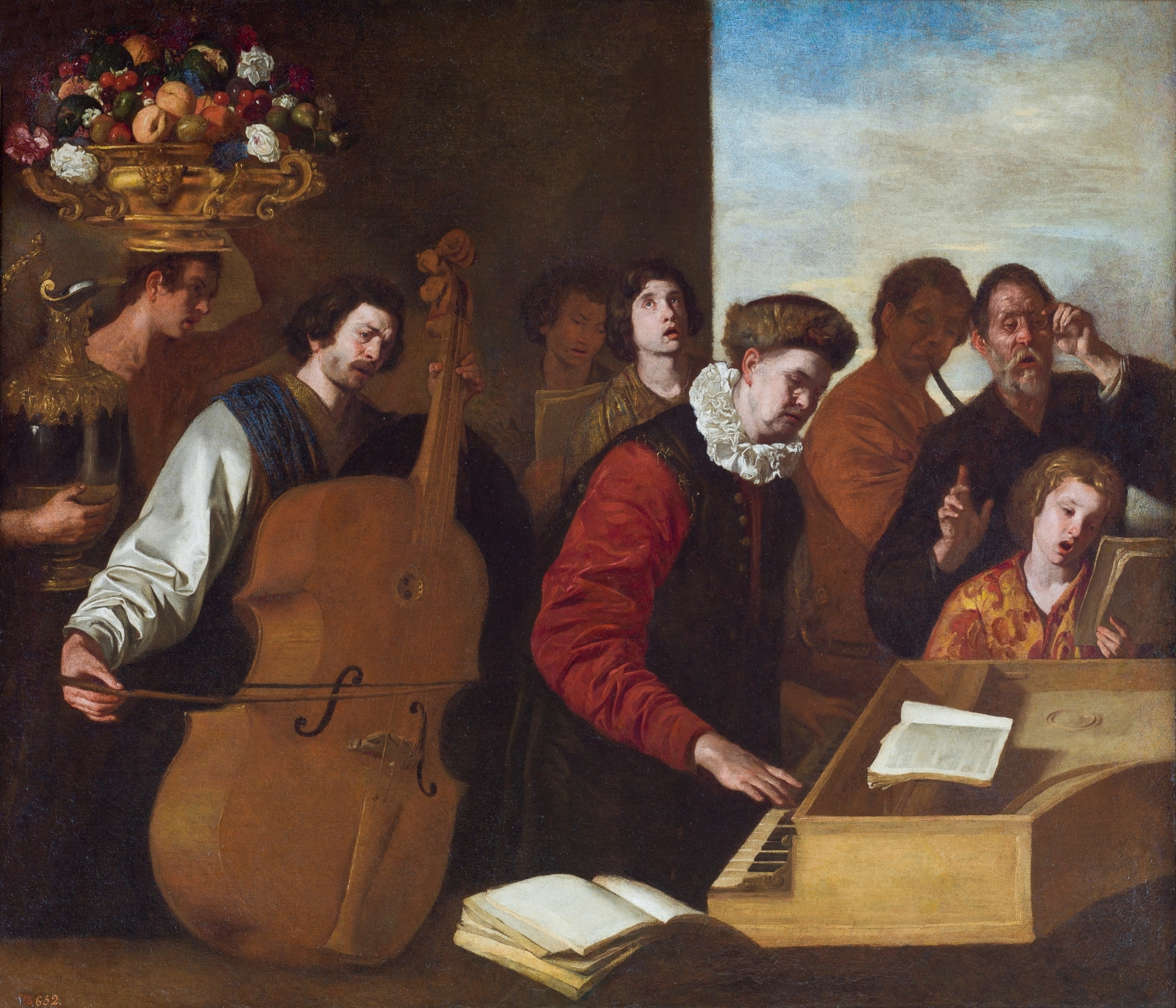
Il Concerto, Museo del Prado, Madrid
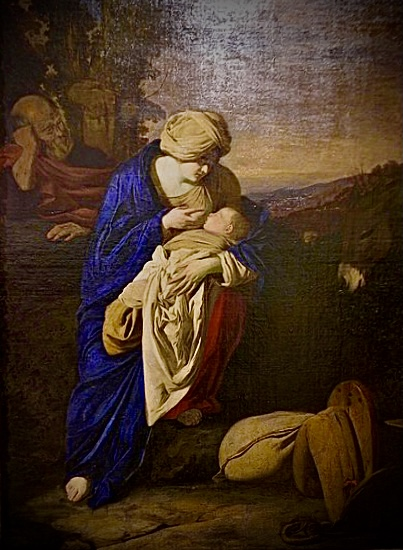
Riposo nella fuga in Egitto, Museo diocesano di Napoli
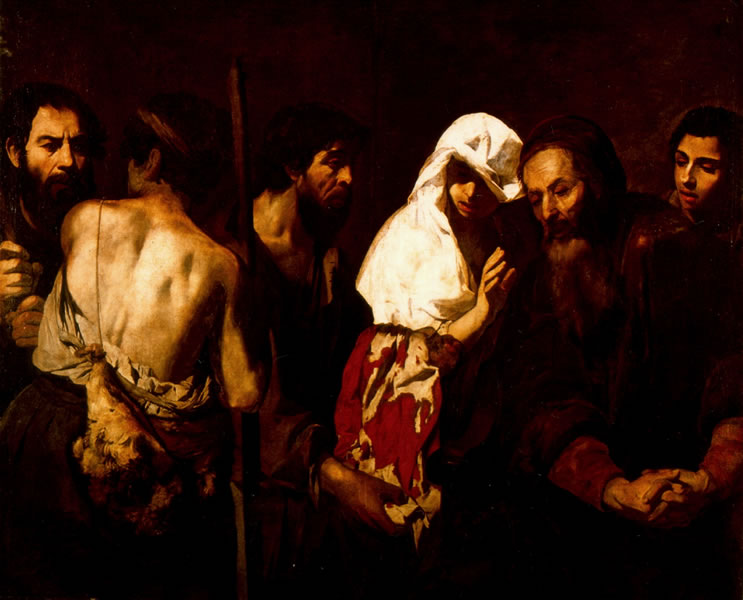
Giacobbe contempla la tunica insanguinata del figlio Giuseppe, Museo nazionale d'arte medievale e moderna della Basilicata, Matera
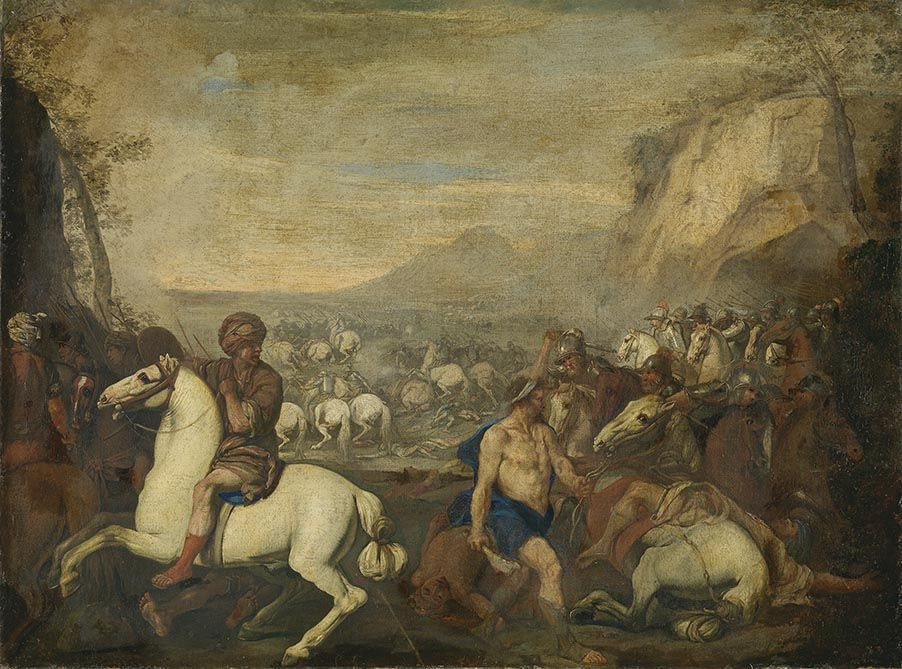
Sansone contro i filistei, Alte Pinakothek, Monaco di Baviera
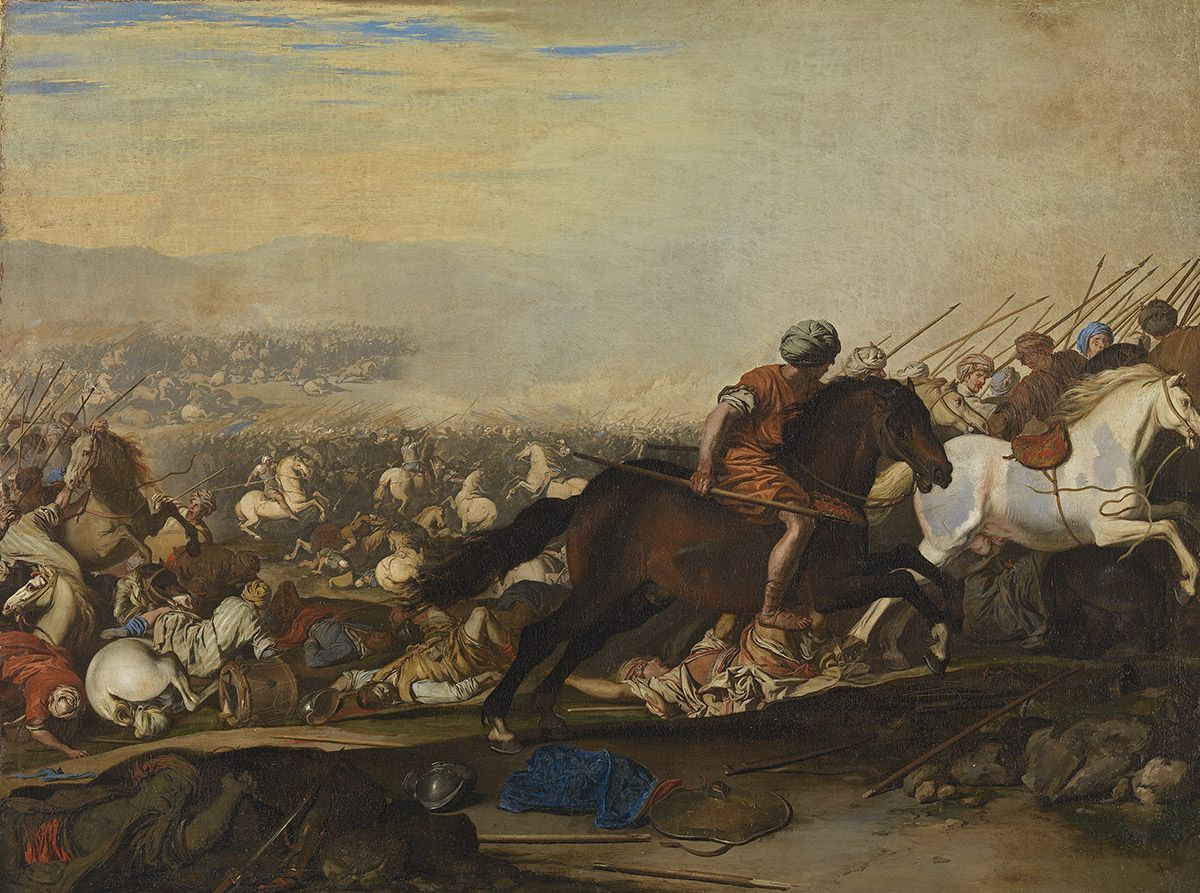
Immagine di battaglia, Alte Pinakothek
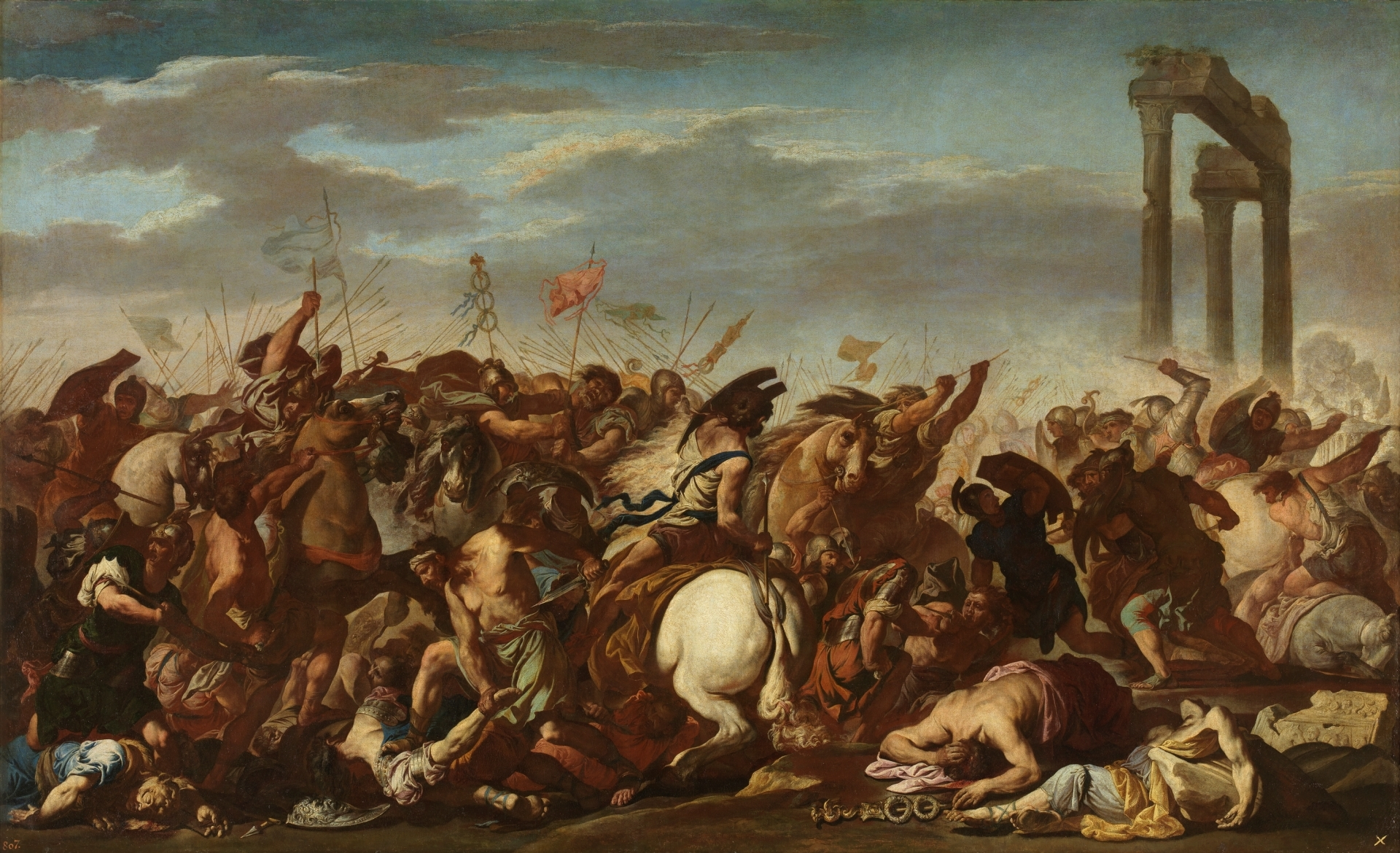
Scena di battaglia, Museo del Prado
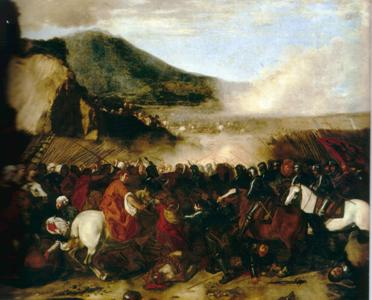
Battaglia tra turchi e cavalieri, 1631, Louvre
Battaglia, Museo nazionale di Stoccolma
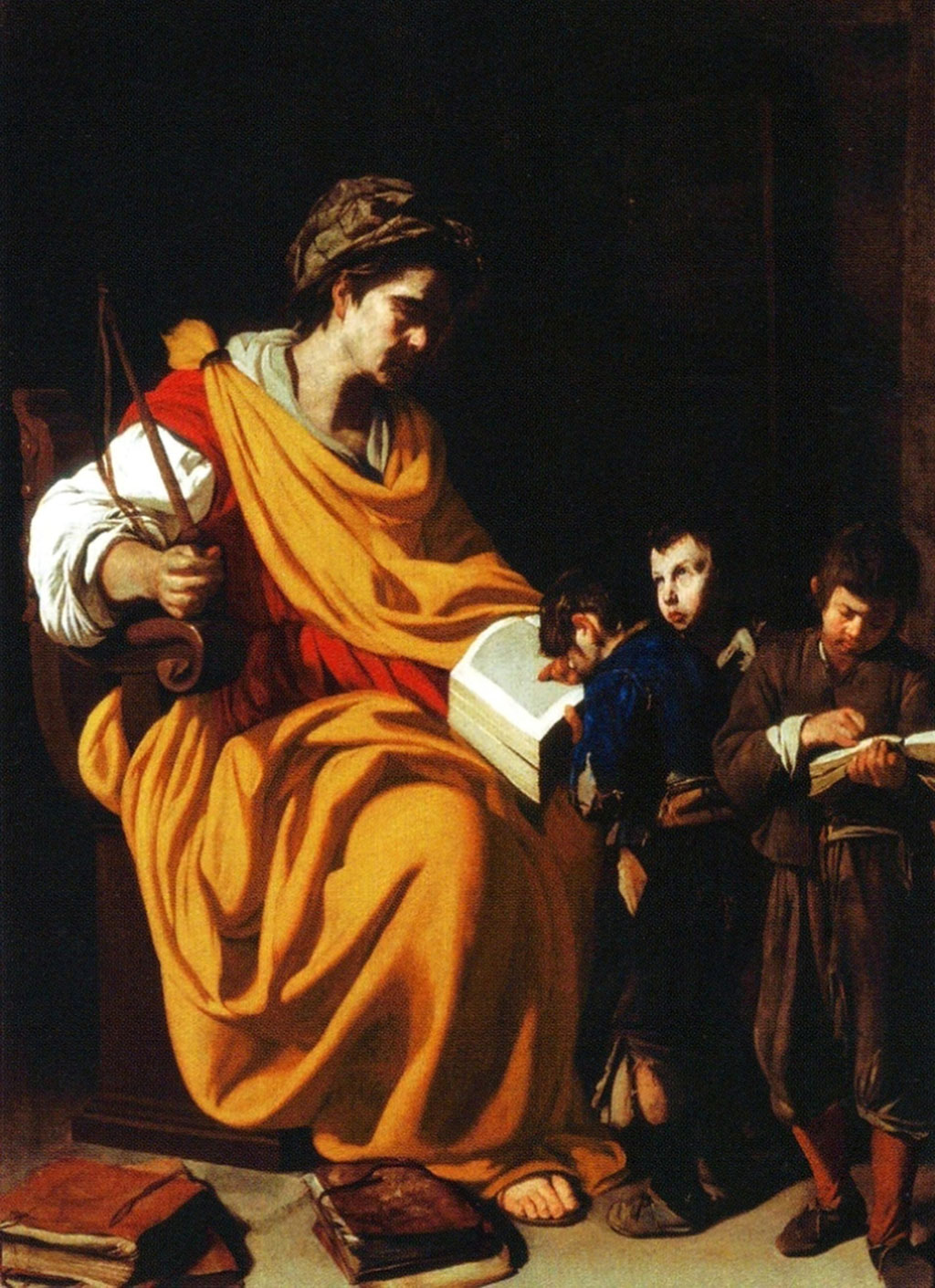
La maestra di scuola, Museo di Capodimonte
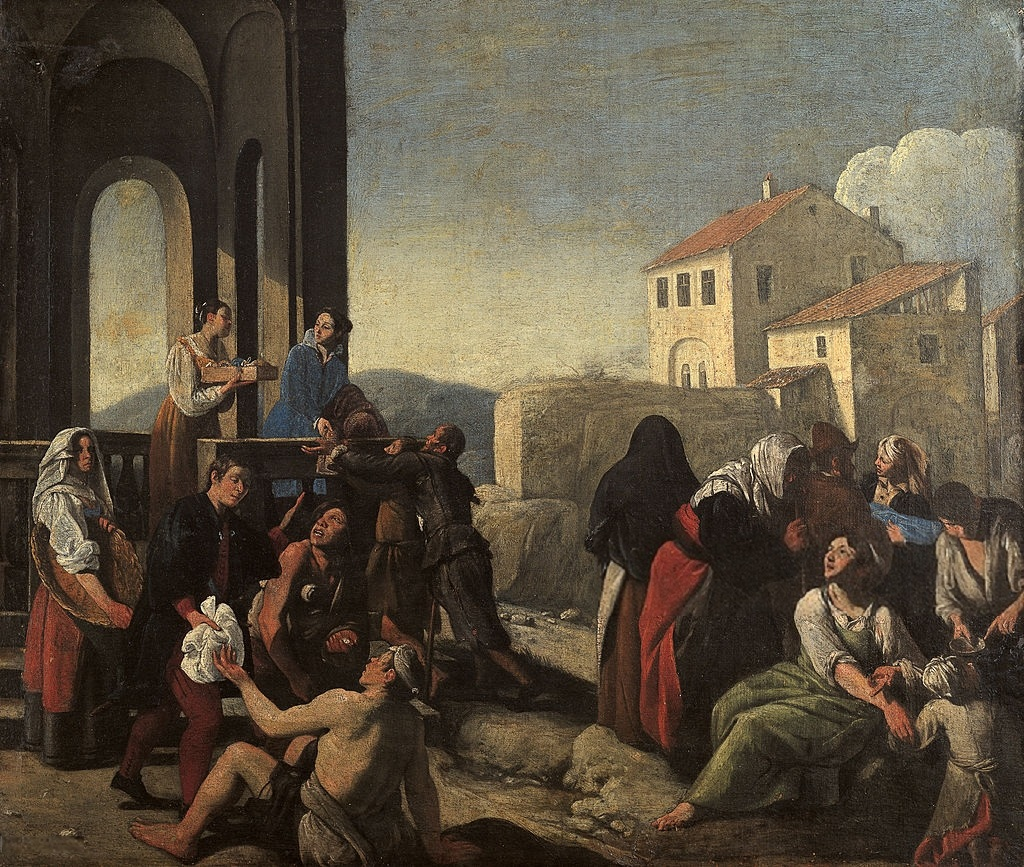
Elemosina di santa Lucia, Museo di Capodimonte
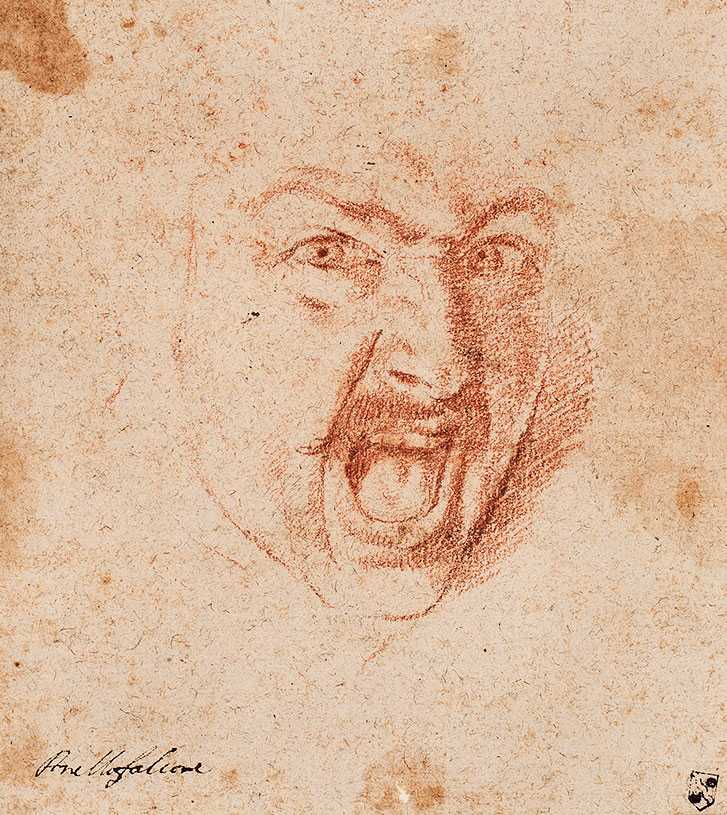
Testa di un guerriero urlante, disegno, 1640 circa, Kunsthalle Bremen
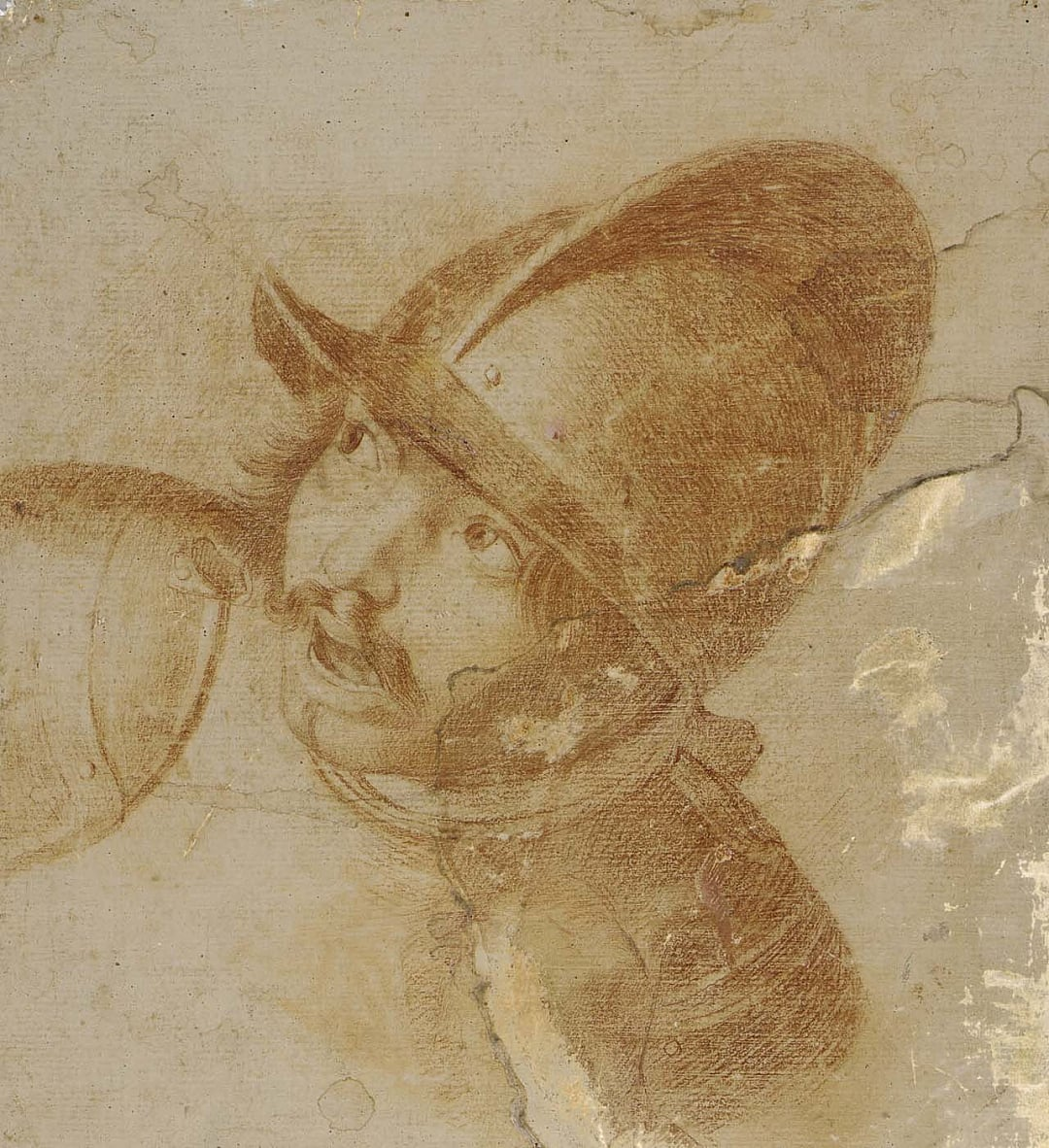
Testa di soldato con elmo
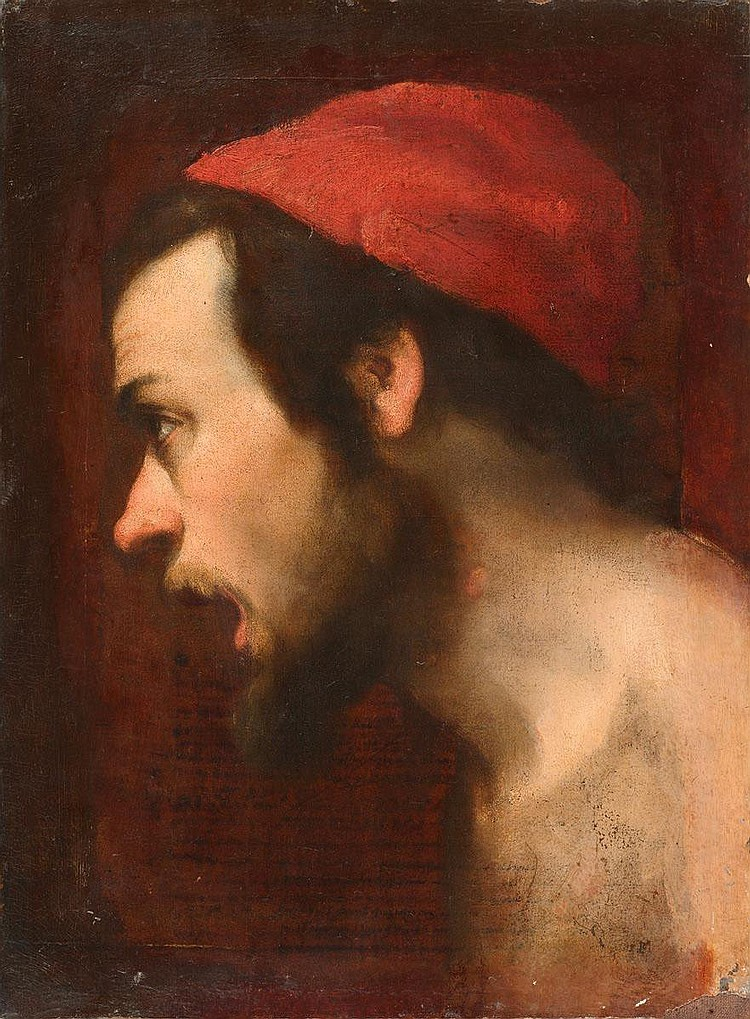
Ritratto di Masaniello